# Oliva Sabuco
Oliva Sabuco o Luisa Oliva Sabuco de Nantes Barrera (Alcaraz, Albacete, 2 de desembre de 1562 – íd. ca. 1646) va ser una dona espanyola de l'època renaixentista. Se la considera filòsofa, metgessa i humanista, autora de l'obra enciclopedica Nueva filosofía de la naturaleza del hombre, no conocida ni alcanzada de los grandes filósofos antiguos; la cual mejora la vida y la salud humana. Malgrat que en vida fou reconeguda, les seves idees van ser apropiades per altres i fins i tot s'arribà a dubtar de la seva autoria, que s'atribuí al seu pare.

## Dades biogràfiques
Oliva Sabuco va ser filla de Francisca Cózar i del batxiller Miguel Sabuco Álvarez, procurador i lletrat, i tal vegada boticari. Oliva va néixer a Alcaraz (Albacete) el 2 de desembre de 1562, i va ser la cinquena de vuit fills. De seguida va quedar òrfena de mare i el seu pare va contreure matrimoni amb Ana García de Vianos (Albacete), d'on també era la seva primera dona. Luisa hauria d'haver-se anomenat Luisa Oliva Sabuco Cózar, però apareix en la Nova filosofia també amb els cognoms, tal vegada més nobles o menys sospitosos, de les seves padrines: Nantes i Barrera. Va contreure matrimoni amb Acacio de Buedo el 1580, i va morir en data desconeguda, posterior a 1645, any en què la identifiquen com a testimoni de les declaracions sobre la genealogia familiar realitzades per alguns dels seus nets.
Encara que no existeix cap registre que Oliva Sabuco hagi cursat estudis universitaris, bé va poder formar-se a casa seva, o beneficiar-se de les tertúlies il·lustrades d'Alcaraz, on el gran humanista Pedro Simón Abril va ser preceptor de gramàtica i retòrica entre 1578 i 1583. No seria l'única dona en la seva època que, àdhuc sense tenir dret a una educació formal, va poder beure de les mateixes fonts que l'humanisme: edicions de clàssics, gramàtiques, perfectament disponibles a qualsevol biblioteca reunida durant el segle XVI. Bastaria amb les obres d'Erasme i Vives, incloses les seves traduccions, per fonamentar l'obra de Sabuco.
L'educació de les dones es feia a la llar, no en una institució externa, a causa dels prejudicis patriarcals; però podia ser tant o més profunda que la d'un home, si s'ha de jutjar per la dedicació d'humanistes com Lluís Vives, preceptor de princeses. El prejudici contra la possibilitat que Oliva Sabuco, a la seva ciutat natal (Alcaraz), pogués formar-se fins al punt d'emprendre una obra de tal calibre (tal vegada en col·laboració amb el seu mestre), es tradueix en avantatge si considerem les obligacions de la vida cortesana. Va irritar al seu pare que renunciés a seguir usant les aptituds que tant li havia costat educar, i que s'alliberés de la seva onerosa tutela. En una època de persecució ideològica i delació religiosa també pot ser que el pare volgués protegir-la declarant el llibre com a propi. En qualsevol cas, el misteri sobre l'autoria afegeix interès a aquesta originalíssima obra de l'humanisme renaixentista espanyol.

## Nova filosofia de la naturalesa de l'home

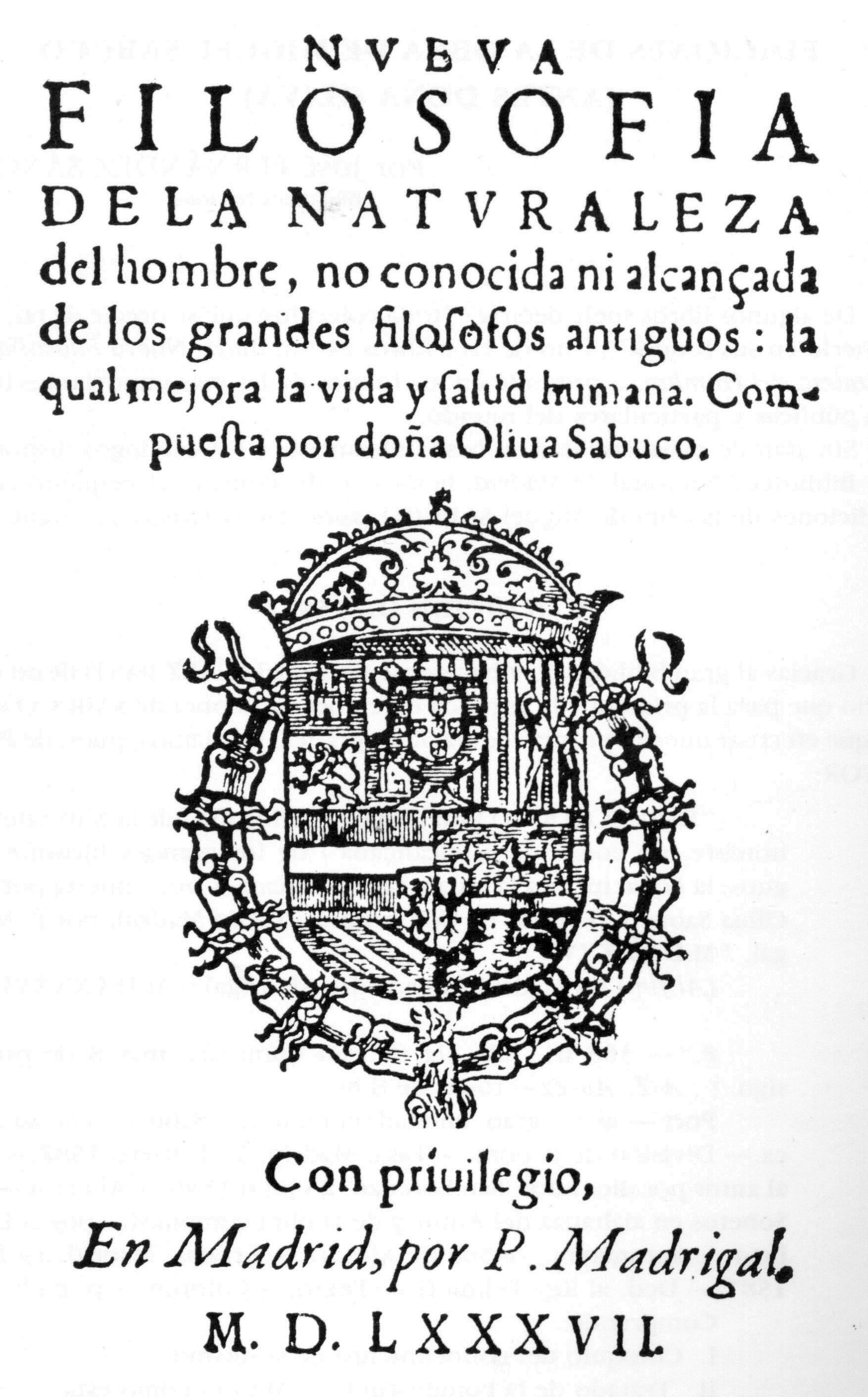
Portada del llibre Nova filosofia de la naturalesa de l'home 1587.

La Nova filosofia de la naturalesa de l'home, no coneguda ni aconseguida dels grans filòsofs antics, la qual millora la vida i salut humana, composta per na Oliva Sabuco va ser publicada a Madrid el 1587 precedida d'una carta de dedicatòria al rei, en què l'autora es declara humil serva i vassalla, pregant de genolls al rei que afavoreixi com a cavaller d'alta prosàpia les dones en les seves aventures. El llibre va ser consignat gairebé dos anys abans al llarg procés per autoritzar l'obra, compondre la seva tipografia i imprimir el llibre; el privilegi del rei fou del juliol de 1586. En el testament del seu pare, descobert pel registrador José Marco Hidalgo el 1903, Miguel Sabuco Álvarez declara al 1588 haver casat la seva filla Luisa d'Oliva amb Acacio de Buedo, veí d'Alcaraz; els atorgà un dot excessiu en perjudici de la resta dels seus fills, per la qual cosa després van fer un plet i es van concertar "per bé de pau". Declara igualment ser l'autor de la Nova filosofia, on posa per autora Luisa d'Oliva, la seva filla, "solament per donar-li el nom i l'honra", reservant el fruit i profit que resultés d'aquests llibres per a ella, i manant a la seva filla Luisa que no s'entremetés en aquest privilegi, "sota pena de maledicció". La major part del llibre es va redactar en un castellà clar i concís, i la menor en llatí. Tant la Nova filosofia de la naturalesa de l'home com la seva prestigiosa autora van rebre grans elogis, sobretot pel contingut cientifico-naturalista del llibre, també pel filosòfic i fins i tot per l'estil literari, que va arribar a ser comparat amb el de Cervantes. Lope de Vega va anomenar Oliva "la desena musa". La idea de la cerca de la felicitat i la cura de la salut basada en la bona conversa (eutrapèlia), el gaudi de la música i la natura, així com el control i harmonia de les passions i emocions, ha retornat a l'obra actualitat i interès.
L'obra consta fonamentalment de dues epístoles nuncupatòries, cinc diàlegs (dos científico-filosòfics i tres sobre medicina) en castellà i dos opuscles en llatí. La primera és una "Carta dedicatòria al Rei El nostre Senyor"; la segona, dirigida a l'il·lustríssim senyor Francisco Zapata, és la "Carta en què demana empara i favor contra els èmuls d'aquest llibre". Segueixen cinc diàlegs entre tres pastors-filòsofs, Antonio (que representa l'opinió de l'autora), Rodonio i Veronio, i un metge, anomenat doctor, en els tres diàlegs sobre qüestions mèdiques. El controvertit autor, ataca la medicina tradicional d'Aristòtil, Hipòcrates i Galè, considerant que és errada i ha de ser superada.
- Col·loqui del coneixement de si mateix, que tracta sobre medicina i psicologia, brindant normes sanitàries i espirituals per evitar les malalties i perllongar la vida. Es concep l'home com un microcosmos i els seus estats fisiològics i mentals, innovadorament, s'expliquen a través dels afectes i el sistema nerviós: estima que existeix una estreta connexió entre ment i cos, de manera que un malestar psíquic pot originar-ne un de físic, fins i tot una malaltia o la mort, amb la qual cosa resulta precursora de la Psicosomàtica. A més intueix l'existència d'una substància neurotransmisora, la qual cosa plagiaran d'ella després il·lustres metges anglesos, situant-se en aquests conceptes per sobre d'autors com Descartes, que proposava com a alternativa uns suposats esperits animals per a la transmissió nerviosa. També considera la musicoteràpia i la higienització com a mètodes útils de curació i recomana l'eutrapèlia.

- El segon Col·loqui tracta el componiment del món; es tracta d'un ampli tractat de Filosofia de la Naturalesa i de Cosmologia; encara s'hi defensa el geocentrisme a pesar que la teoria de Copèrnic ja era coneguda.
- El tercer és el Col·loqui de les coses que milloraran aquest món i les seves repúbliques i tracta sobre la construcció de l'estat i presenta un madur contingut renovador en l'aspecte político-social.
- Col·loqui dels auxilis o remeis de la vera medicina. és un breu tractat, de caràcter heraclitià: la transitorietat del dia feliç i del dia desgraciat, la idea que l'ésser humà no és sempre un, ni sempre el mateix, que les seves condicions canvien segons els seus afectes, idees exposades amb la finalitat d'evitar els seus sofriments.
- Vera medicina et vera philosophia, antiquis oculta, composta en dos diàlegs, que, malgrat el títol, és un de sol. Es proposa aquest diàleg dues finalitats: demostrar que "la medicina que s'usa" està equivocada en els seus principals fonaments, i mostrar al món la veritable medicina, per poder evitar la mort primerenca o violenta.
- Dicta brevia circa naturam hominis, medicinae fundamentum. Compost en llatí, aquest opuscle és una col·lecció d'adagis o dites breus sentencioses sobre la naturalesa de l'home com a arrel de la medicina.
- Vera philosophia de natura mitorum, hominis et mundi, antiquis oculta. Com el seu títol indica, es tracta d'un estudi sobre la naturalesa dels mites, de l'home i del món, oculta als antics.

Després de la primera edició de 1587 i a causa del seu reconegut èxit, a l'any següent se'n va fer una segona edició, que va ser retirada per ordre de les autoritats eclesiàstiques; no obstant això la impremta de les dues anteriors va treure'n una altra com a desafiament a aquestes restriccions el 1589; després van arribar també les de Braga, a Portugal (1622), Madrid (1728), una possible edició en portuguès de Lisboa (1734), Madrid (1847), Madrid (1873), Madrid (1888). Va haver-hi primerenques traduccions i la recent edició en anglès, Illinois (I.I.O.O.), el 2006.
Oliva és ara famosa també perquè el seu pare, el batxiller Miguel Sabuco, que s'havia distanciat d'ella després d'haver-se casat en segones núpcies amb una jove de la mateixa edat d'Oliva i haver-se negat a pagar a Acacio de Buedo el dot que li corresponia, va ser denunciat per aquest. En tal context, Miguel Sabuco va fer testament i va declarar notarialment, amb prou feines un any després d'apareguda l'obra i abans que adquirís tota la fama de què ben aviat gaudiria, que aquesta obra era únicament seva. Va excusar haver presentat falsament la seva filla com a autora (fent que aquesta per neciesa o obediència filial mentís notarialment al Rei, amb greu risc de multa i presó) indicant que ho va fer per donar-li a ella la glòria literària, reservant-se els fruits econòmics de la comercialització de l'obra, fruits que Miguel Sabuco aspirava a llegar en herència a la seva nova jove esposa i al fill de tots dos. Com ja s'ha dit, va especificar que la seva filla incorreria en el seu disgust i maledicció si ho impedís.
No pocs investigadors han prestat credibilitat a l'autoria reclamada pel pare, reemplaçant bibliogràficament Oliva Sabuco pel batxiller Miguel Sabuco. Samuel García Rubio i Domingo Henares han publicat en 2009 una excel·lent edició completa de l'obra sota el nom de Miguel Sabuco Álvarez (Albacete, 2009), i amb tots els textos llatins traduïts per primera vegada al castellà. En el pròleg es recullen els documents que avalarien el canvi.
Més que paternal preocupació per donar-li glòria acadèmica a una filla aliena als camps d'estudi exposats en el tractat, s'ha conjeturat que Miguel Sabuco temia la possibilitat de ser denunciat per heretge i va preferir que, d'ocórrer això, fora la seva filla, evidentment "incapaç" d'escriure l'obra, qui enfrontés a la justícia del Regne. Després de manifestar-se la palesa incapacitat d'autoria d'Oliva, tal vegada Miguel Sabuco esperés eludir també la seva pròpia responsabilitat declarant que tampoc ell n'era el veritable autor, per la qual cosa es veurà després. La situació va canviar després d'aconseguir-se l'aprovació del llibre. En efecte, aquest suposat motiu (el risc de heretgia) no hauria subsistit, la qual cosa fa plausible pensar que Miguel Sabuco es cregués en llibertat per reivindicar la seva autoria en simple acció notarial, que no tenia per què arribar a les mans de la justícia. També s'ha estimat que Miguel Sabuco mancava de la categoria intel·lectual per produir l'obra, la qual hauria estat cedida per conveniència per Pedro Simón Abril, o bé comprada o robada a aquests després que aquest la compongués o la integrés amb fragments llatins de Luis Vives. Tot això de moment es manté en el terreny de les conjectures: no increïbles, però tampoc abonades per cap evidència.

## El Batxiller Miguel Sabuco i la polèmica
El batxiller Miguel Sabuco i Álvarez, pare d'Oliva Sabuco, va exercir la professió d'apotecari i va ser procurador síndic i lletrat.
Actualment continua la polèmica sobre l'autoria de l'eminent obra Nova filosofia de la naturalesa de l'home, que des de sempre ha estat atribuïda a la seva filla, Oliva Sabuco. No és descartable que aquesta obra fos escrita (parcialment o totalment) pel seu propi pare, qui, per honrar la seva filla, com declara en el testament, va posar el nom d'aquesta al capdavant de l'obra, estranya honra que l'exposa a quedar com a mentidera enfront del Rei i la Inquisició. Si bé encara no és clara aquesta autoria, i davant la impossibilitat d'anul·lar el vincle de sang entre tots dos possibles autors (pare i filla), seria més just acceptar, des d'un punt de vista purament realista, imparcial i historiogràfic, una autoria compartida per a aquesta magna obra, per la importància que té, i per resoldre d'una vegada una polèmica, que és una insignificància amb relació a l'interès veritable del que representa aquesta obra eminent, tant per a la historiografia manxega com per a la ciència, la psicologia, la infermeria i la filosofia espanyola en general.
Moltes de les idees exposades en aquesta obra, sobre medicina, higiene i filosofia, demostren una suma de coneixements i una sagacitat poc comunes, especialment la teoria sobre la manera d'aturar les epidèmies, les observacions sobre la circulació de la sang, la localització de l'ànima en el cervell, la diferent acció de la sang de la substància nerviosa, i el seu original estudi de les passions, tot amb total independència de criteri i posició lògica. Les idees de Sabuco poden ser considerades com a precursores del gran metge francès M.F. Bichat, i la segona gran fita per a la ciència espanyola i la de més gran influx en la renovació humanista barroca des de Miguel Servet.

## Oliva a la literatura
Sota el privilegi d'autoria concedit per Felip II a Oliva Sabuco, les professores nord-americanes Mary Ellen Waithe i María Colomer Vintró han traduït i editat per primera vegada en anglès la Nova Filosofia (New Philosophy of Human Nature, 2007). La professora sevillana Rosalía Romero va publicar el 2008 un llibre sobre Oliva Sabuco (1562-1620): filósofa del Renacimiento español, editat per la Junta de Castella-la Manxa (2008). El mateix any, l'editorial Manuscrits ha reeditat el llibre d'Eduardo Ruiz Jarén: Oliva Sabuco: filosofia y salud (amb pròleg de J. Biedma). Virginia Ferrer, professora de la Universitat de Barcelona, ha escrit el 2008 una novel·la, Recuerda Mundo (Barcelona, ed. Sirpus), on recrea creativament el missatge ecologista, irenista i harmonista, de l'autora alcarazenca.

## Text anglès de la revista de llibres citada
"Anyone ends reading this book by clearly seeing that a XVI-century, 24-years old spouse, married at age 18 and probably already a mother, cannot have written it. It's a fake. Further, anybody ends reading this book by appreciating the maturity of some views. Then Oliva Sabuco could not have written it. It's a fake. Still further, anybody ends reading this book by appreciating his scholarship - which Oliva could not have acquired before 18, specially since there is none other writing from such a "prodigious girl". It's a fake. I am feminist. Could I think that women's cause needs such a fake? Certainly not. How long could I believe that such a fake could be maintained? Shortly, sure thing. What will doom it? The evidence that some feminists believe that their cause needs lies. Well, this is why I think that this book is antifeminist propaganda, a new Sokal affair using shortsighted partisanship to generate a reaction. This is why I recommend not to buy this trap, besides its often impenetrable opacity. A 1981 Spanish edition is available and partial translations are on Internet. Besides, since Descartes take many things from previous authors, it is no news that the author of this book, be it Miguel Sabuco or Simon Abril, or perhaps the latter with some fragments taken from Luis Vives' manuscripts, forwarded common views later known and repeated by Descartes."
"Qualsevol, després de llegir aquest llibre, acaba veient clarament que una dona del segle xvi de 24 anys, casada als 18 i probablement sent ja mare, no va poder haver-ho escrit. És una falsificació. És més, qualsevol que llegeixi aquest llibre acaba apreciant la maduresa d'algunes opinions. Per tant, Oliva Sabuco no va poder haver-ho escrit. És una falsificació. Encara n'hi ha més, qualsevol que acabi de llegir aquest llibre apreciant la seva erudició -que Oliva podria no haver adquirit abans dels 18, especialment tenint en compte que no hi ha ningú que deixi testimoniatge d'una "noia tan prodigiosa". És una falsificació. Sóc feminista. Podria pensar que la causa de les dones necessita una falsificació així? Certament que no. Per quant temps podria creure que una falsificació així podria ser mantinguda? Per poc, segur. Què ho condemnarà al fracàs? L'evidència que algunes feministes creuen que la seva causa necessita mentides. Bé, això és pel que penso que aquest llibre és propaganda antifeminista, un nou cas Sokal usant un partidisme de curtes mires per generar una reacció. Aquest és el motiu pel qual recomano no caure en aquest parany, a més de per la seva freqüent i impenetrable opacitat. Hi ha disponible una versió espanyola de 1981 i hi ha traduccions parcials a Internet. A més, des que Descartes va agafar algunes coses d'autors previs, no és novetat que l'autor d'aquest llibre, sigui Miguel Sabuco o Simón Abril, o tal vegada aquest últim amb alguns fragments agafats dels manuscrits de Lluís Vives, seguit d'opinions comunes que més tard serien conegudes i repetides per Descartes"

## Cinema
En la pel·lícula espanyola "L'habitació de Fermat", de 2007, en la qual quatre matemàtics s'enfronten a diversos problemes de lògica sota noms de diferents científics, la dona matemàtica rep el pseudònim d'Oliva Sabuco.